# Bright Lights: Starring Carrie Fisher and Debbie Reynolds
Bright Lights: Starring Carrie Fisher and Debbie Reynolds is een Amerikaanse documentaire uit 2016 over de relatie tussen actrice Debbie Reynolds en haar dochter Carrie Fisher. De documentaire ging op 14 mei in première op het filmfestival van Cannes 2016.

## Uitgave
Na zijn wereldpremière op het filmfestival van Cannes, volgden er nog screenings op Filmfestival van Telluride op 3 september 2016, het Filmfestival van New York op 10 oktober 2016 en het AFI Fest op 13 november 2016. 
De televisiepremière van de documentaire op HBO stond gepland voor maart 2017, maar na het overlijden van zowel Carrie Fisher als Debbie Reynolds, werd de televisiepremière vervroegd naar 7 januari 2017.